# 배동성
배동성(1965년 4월 2일 ~ )은 KBS 공채 6기 개그맨 출신인 대한민국의 코미디언이다.

## 생애
1989년 연극배우로 첫 데뷔하였고 이듬해 1990년 KBS 코미디 탤런트 선발대회에 입상하여 정식 데뷔하였다. 1991년 일반인 여성인 안현주와 결혼하였으나, 가정불화로 2013년 협의 이혼했다. 그 후 요리연구가 전진주와 2017년 8월 11일 비공개로 결혼식을 올리며 4년만에 재혼하였다.

## 학력
- 목포남초등학교
- 제일중학교
- 덕인고등학교
- 서울예술전문대학 연극학과 전문학사

## 경력
- 2009년 한국조혈모세포은행협회 홍보대사
- 2009년 국립목포병원 결핵퇴치 홍보대사
- 2011년 경기도 양평군 명예홍보대사

## 주요 작품

### 방송
- 《가족오락관》 (KBS)
- 《유머 1번지》 (KBS)
- 《TV는 사랑을 싣고》 (KBS)
- 《토마토》 (SBS)
- 《복희 누나》 (KBS)
- 《노장불패》(KBS 1TV,KBS 2TV,KBS대전)
- 《일요스포츠 브리핑》 (MBC)
- 《세상발견 유레카》 (KNN)
- 《이색도전 별난대결》 (KBS)
- 《아파트를 열어라》 (TBC 대구방송)
- 《도도하라》 (SBS Plus)
- 《부엉이》 (MBC Everyone)
- 《휴먼빌리지 On Air》 (전주MBC)
- 《방방곡곡 해피트레인》 (MBC)
- 《레슨 원정대》 (JTBC GOLF)
- 《퀴즈탐험 신비의 세계》 (KBS)
- 《특집 창녕 낙동강유채축제기념 화합콘서트》 (KNN)
- 《전국 톱 10 가요 쇼》 (UBC)
- 《백년손님》 (SBS)
- 《여유만만》 (KBS)
- 《기분 좋은 날》 (MBC)
- 《내 딸을 부탁해 시즌 2 : 아빠가 보고 있다》 (tvN)
- 《맛있는 이야기 미라클프루트》 (JTBC)
- 《신나는 운전석 (주말)》 (TBN)
- 《행복한 아침》 (채널A)
- 《2TV 생생정보》 (KBS)
- 《아침마당》 (KBS)
- 《생방송 행복드림 로또 6/45》- 게스트 1031회

### 영화
- 1994년 《티라노의 발톱》 - 원시인 역

### 드라마
- 2011년 MBC 《최고의 사랑》 - 진행자 역 (특별출연)

- 2012년 KBS 《전우치》

### 뮤지컬
- 2000년 《춘향이의 비애》 - 변학도 역

### 광고
- 1992년 《롯데푸드》 자이안트골드 오재미, 이경애와 함께 출연.
- 1993년 《삼성제약》 에프킬라에어졸
- 1997년 《신당명가》

### 음반
- 2010년 《아무거나》
- 2017년 《오빠가 쏠게》(Feat. 박미경)